# Minushuman
Minushuman ist eine französische Metal-Band, die im Jahr 1997 unter dem Namen Dark Poetry in Bergerac gegründet wurde.

## Geschichte
Die Band wurde im Jahr 1997 unter dem Namen Dark Poetry von Kromstadt (Gesang), Mickael Desmarle (E-Bass), Gaspard Jeanty Ruard (Schlagzeug) und Thomas Billerey (E-Gitarre) gegründet. Zusammen nahmen sie im Laufe der Jahre einige Demos auf und auch ein selbstproduziertes Album. Auch traten sie zusammen mit Bands wie Gojira, Samael, Loudblast, Crematory und Adagio auf. Im Jahr 2007 kam mit Lionel Bouyroux ein zweiter Gitarrist zur Band. Da sich nun außerdem auch die musikalische Ausrichtung der Band stark veränderte hätte, entschloss sich die Band, sich in Minushuman umzubenennen.
Ihr erstes Album Watch the World Die nahm die Band im Jahr 2008 auf. Abgemischt und gemastert wurde das Album französischen Conkrete Studio. Das Album wurde ohne Unterstützung eines Labels veröffentlicht. Dadurch wurde das Label Season of Mist auf die Band aufmerksam und nahm sie unter Vertrag.
Das Album Bloodthrone wurde am 19. August bzw. am 23. August 2011 in Nordamerika über das Label veröffentlicht. Zu dem Lied The Day We Died wurde zudem noch ein Musikvideo gedreht.

## Stil
Der Stil der Band wird als eine Mischung aus Thrash- und Death Metal beschrieben, wobei die Lieder auch etwas progressiv gestaltet sind. Die Band wird mit anderen Bands wie Gojira, Hacride und Samael verglichen. Die Band selbst beschreibt ihre Musik als „Atmospheric Thrash Metal“.

## Diskografie

### Als Dark Poetry
- Wharol – (Demo, 1998, Eigenveröffentlichung)
- Once upon a Time – (Demo, 2000, Eigenveröffentlichung)
- Live au CIAM – (Live-Album, 2001, Eigenveröffentlichung)
- Blast from the Past – (Kompilation, 2002, Eigenveröffentlichung)
- An Ugly Little Freak – (Album, 2003, Eigenveröffentlichung)
- The Sixth Mass Extinction – (Demo, 2006, Eigenveröffentlichung)

### Als Minushuman
- 2007: Watch the World Die (Eigenproduktion, vertrieben durch Trendkill Recordings)
- 2011: Bloodthrone (Season of Mist)